# Árpád Pédery
Árpád Pédery (Budapeste, 1 de fevereiro de 1891 — Luzsek, 21 de outubro de 1914) foi um ginasta húngaro que competiu em provas de ginástica artística pela nação.
Pédery é o detentor de uma medalha olímpica, conquistada na edição de 1912, nos Jogos de Estocolmo. Na ocasião, foi o segundo colocado da prova coletiva ao lado de seus quinze companheiros de equipe, quando superou a seleção do Reino Unido, embora tenha sido derrotado pela equipe italiana de Alberto Braglia.